# Kabupaten de Buton
Pour les articles homonymes, voir Buton (homonymie).
Le kabupaten de Buton, en indonésien Kabupaten Buton, est situé dans la province indonésienne de Sulawesi du Sud-Est. Son chef-lieu est Pasar Wajo (id).
À l'origine, le kabupaten recouvrait l'ensemble de l'ancien royaume de Buton, c'est-à-dire l'île de Buton proprement dite, une partie de celle de Muna, une partie de la péninsule sud-est de l'île de Célèbes, ainsi que les îles au sud de Buton. Son chef-lieu était Bau-Bau.
Avec la création de nouveaux kabupaten en 2003, le territoire de l'ancien kabupaten de Buton se retrouve divisé en :
- kabupaten de Buton
- kota de Bau-Bau
- îles Wakatobi
- kabupaten de Bombana

Le kabupaten de Buton est à présent constitué des parties sud des îles de Buton et Muna. Administrativement, il est subdivisé en 14 districts.

## Histoire
Buton est un ancien royaume.

## Districts
- Siompu